# Scoutkreuzer

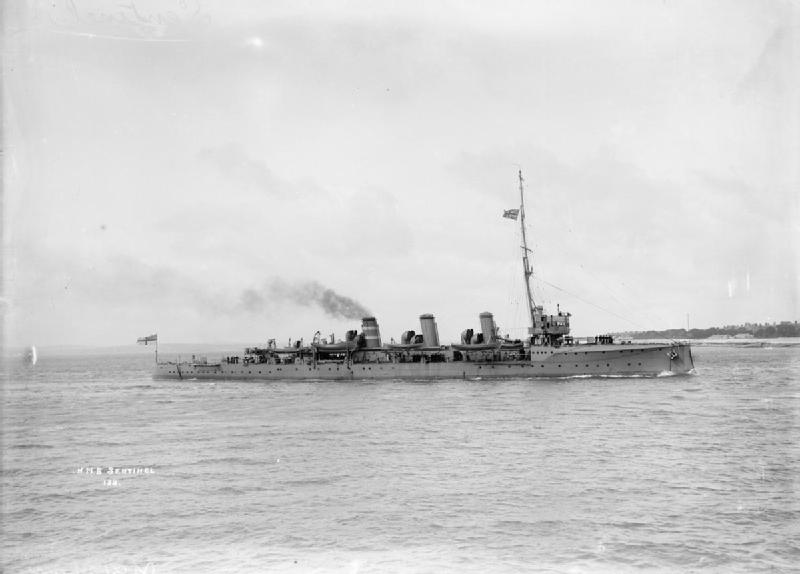
Die HMS Sentinel, der erste Scout Cruiser.

Scoutkreuzer (auch Scout-Kreuzer, Späherkreuzer oder Aufklärungskreuzer) bezeichnet einen Militärschiffstyp, der von der Royal Navy (und in geringem Umfang von anderen Marinen) in den ersten Jahren des 20. Jahrhunderts bis zum Vorfeld des Ersten Weltkrieges gebaut wurde. Es handelte sich dabei um Kreuzer, die auf Kosten von Bewaffnung und Panzerung eine für ihre Zeit und Schiffsgröße hohe Geschwindigkeit besaßen. Die Schiffe waren damit als Flottenaufklärer und schwere Flottillenführer konzipiert. So sollte unter anderem je ein Scoutkreuzer als Führungsschiff einem Zerstörerverband vorausfahren und dabei Angriffsziele für die kleineren Zerstörer auskundschaften.
Vergleichbare Schiffstypen stellten die italienischen Esploratori und die österreichisch-ungarischen Rapidkreuzer dar. Das Deutsche Reich plante 1916 einen „Spähkreuzer“; das Projekt wurde allerdings nicht umgesetzt.
Durch die Entwicklung schnellerer und kampfstärkerer Zerstörer galt das britische Scoutkreuzer-Konzept bereits vor Beginn des Weltkrieges als veraltet. Nachfolgeprojekte wurden von der Royal Navy ab 1913 nicht mehr als Scout Cruiser klassifiziert. In den 1920er Jahren definierten dann die Flottenkonferenzen für Kreuzer vergleichbarer Größe, unabhängig von deren Aufgabe und Panzerung, die international übliche Bezeichnung Leichter Kreuzer.

## Royal Navy: Erste Baureihe 1903–05
Um die Jahrhundertwende klassifizierte die Royal Navy ihre Panzerkreuzer und Geschützten Kreuzer anhand von Größe und Kampfkraft als Kreuzer 1., 2. und 3. Klasse. 1901/02 entwickelte die Admiralität als Ergänzung zu diesen drei Klassen das Konzept der Scout Cruiser. Diese sollten noch schwächer bewaffnet und gepanzert sein als die Kreuzer dritter Klasse, dafür aber eine deutlich höhere Geschwindigkeit besitzen als alle anderen Kreuzer, um so gemeinsam mit den Zerstörerflottillen sowie als schnelle Aufklärer eingesetzt werden zu können. Das Einsatzgebiet sollte sich auf die Nordsee und die Gewässer der britischen Inseln beschränken.
Im Mai 1902 wurde das Konzept als Ausschreibung veröffentlicht. Die zu bauenden Schiffe sollten mindestens 25 Knoten (46 km/h) erreichen (andere Kreuzer erreichten zu dieser Zeit maximal 23 Knoten). Die Schiffe sollten des Weiteren über ein Panzerdeck verfügen und mit sechs 12-Pounder- und acht 3-Pounder-Schnellfeuergeschützen sowie zwei 18-Inch-Torpedorohren ausgestattet sein. Als Einsatzreichweite waren 2000 Seemeilen ausreichend.
Die Admiralität nahm schließlich die Entwürfe von vier Schiffsherstellern an und bestellte im Rahmen des Marinebauprogramms 1902/03 von jeder Bauwerft ein Schiff. Ein Jahr später wurde dann von jeder Werft noch ein zweites Schiff angefordert. Noch während des Baus wurde die Bewaffnung als unzureichend eingestuft und pro Schiff um vier weitere 12-Pounder erhöht.
| Schiffe              | Bauwerft                     |
| -------------------- | ---------------------------- |
| Sentinel, Skirmisher | Vickers, Barrow              |
| Adventure, Attentive | Armstrong-Whitworth, Elswick |
| Forward, Forsight    | Fairfield, Govan             |
| Pathfinder, Patrol   | Cammell Laird, Birkenhead    |

Dafür, dass sie von vier Herstellern eigenständig entwickelt wurden, unterschieden sich die Schiffe nur relativ geringfügig. Alle Schiffe waren zwischen 110 und 114 Meter lang, etwa 12 Meter breit und hatten einen Tiefgang von etwa 4 Metern. Die Verdrängung lag zwischen 2670 und 2940 long tons. Trotz der Bewaffnung und Panzerung wurden die geforderten 25 Knoten mittels zweier kohlebefeuerter Dreifach-Expansionsdampfmaschinen erreicht. Die Besatzung betrug etwa 270 Mann.

## United States Navy

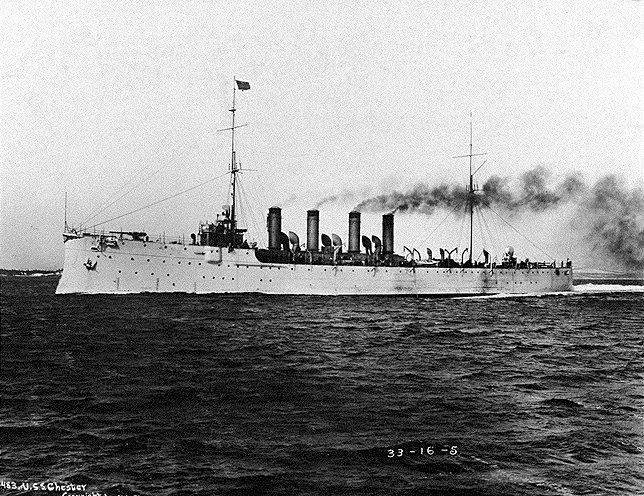
USS Chester

Die amerikanische Marine baute ab 1905 – vermutlich als Reaktion auf die britischen Entwürfe – die experimentelle Chester-Klasse, deren drei Schiffe Chester, Birmingham und Salem als Scout Cruiser klassifiziert wurden und 24 Knoten erreichten. Jedes der Schiffe besaß zu Erprobungszwecken einen jeweils grundlegend unterschiedlichen Antrieb.
Nach der Fertigstellung der Klasse 1908 stellten die Vereinigten Staaten den Kreuzer-Bau bis 1917 vollständig ein. Die dann zu dieser Zeit entwickelte Omaha-Klasse wurde während der Planungsphase ebenfalls noch als Scout Cruiser eingestuft.

## Peru und Brasilien

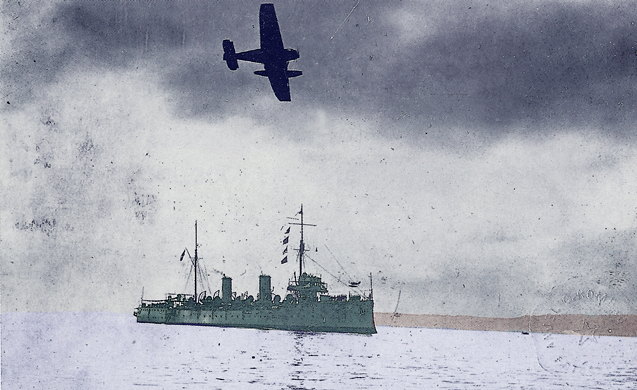
Die Almirante Grau während des Peruanisch-Ecuadorianischen Krieges 1941

Da die Admiralität keine weiteren Scouts mehr in Auftrag gab, begannen sich die britischen Hersteller in Übersee nach Interessenten umzusehen. Vickers baute 1905–1907 für die Peruanische Marine die Almirante Grau und die Coronel Bolognesi. Armstrong-Whitworth fertigte 1907–1910 für die Brasilianische Marine die Bahia und die Rio Grande do Sul.
In Südamerika zählten diese Schiffe zu den größten Kriegsschiffen und wurden als Kreuzer (crucero bzw. cruzador) klassifiziert. Sie blieben bis nach dem Zweiten Weltkrieg im Einsatz.

## Royal Navy: Zweite Baureihe 1907–1912

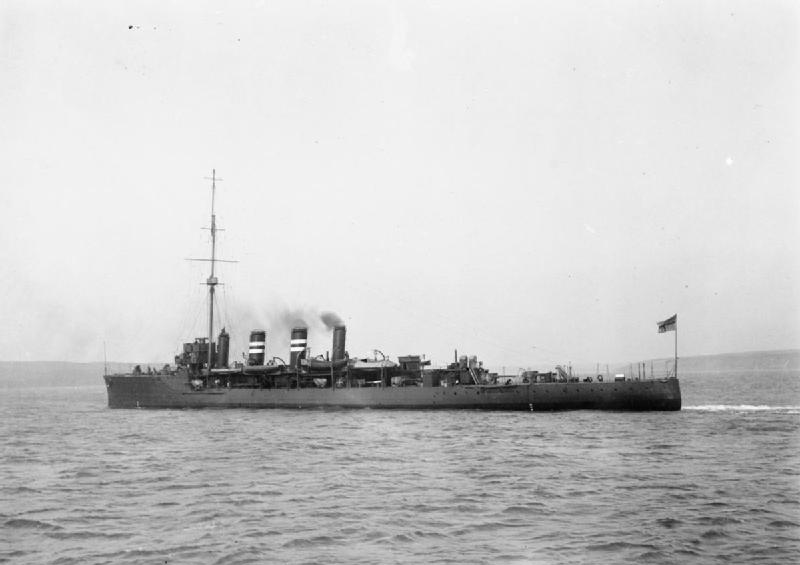
Die HMS Amphion, der erste Schiffsverlust der Royal Navy im Ersten Weltkrieg.

Zwischen 1907 und 1911 gab die Royal Navy schließlich noch beim Pembroke Dockyard in Pembroke Dock drei weitere Baureihen für Scout Cruiser in Auftrag. Diese Schiffe waren deutlich schwerer (etwa 3300 long tons) als die alten Scouts und anstelle der inzwischen restlos veralteten Kohle-Dampfmaschinen mit modernen Parsons-Dampfturbinen ausgestattet.
Aus unklaren Gründen erreichten die neuen Schiffe aber trotzdem keine höhere Geschwindigkeit als die erste Baureihe. Die Schiffe waren damit faktisch bei ihrer Indienststellung bereits veraltet, da sie somit deutlich langsamer waren als die neuen Zerstörer, die sie eigentlich anführen sollten.
| Schiffe                   | Bauwerft          |
| ------------------------- | ----------------- |
| Boadicea , Bellona        | Pembroke Dockyard |
| Blonde, Blanche           | Pembroke Dockyard |
| Active, Amphion, Fearless | Pembroke Dockyard |

Wegen des geringen Erfolges der „Scouts“ wurde die Klassifizierung nach Fertigstellung der HMS Fearless 1913 nicht mehr verwendet. Stattdessen wurden die Scout-Kreuzer mit den neuen Übersee-Langstreckenkreuzern der Town-Klasse zusammengefasst und als light armoured cruisers bezeichnet. Die indirekten Nachfolgeprojekte der Scouts, die Arethusa-Klasse und die sehr erfolgreiche C-Klasse, fielen unter diese Bezeichnung. Nach dem Krieg wurden daraus dann die „Leichten Kreuzer“, während die bisherigen Kreuzer erster Klasse nur noch als „Kreuzer“ bezeichnet wurden.